# Главни надражи
Главни надражи (чеш. Hlavní nádraží — главный вокзал) — станция пражского метрополитена на линии C. Открыта 9 мая 1974 года в составе первой очереди пражского метро. Располагается в нижнем ярусе нового здания Главного вокзала Праги. Станция с боковыми платформами. Выход со станции осуществляется непосредственно в подземную часть Главного вокзала.